# Georg Gerlach

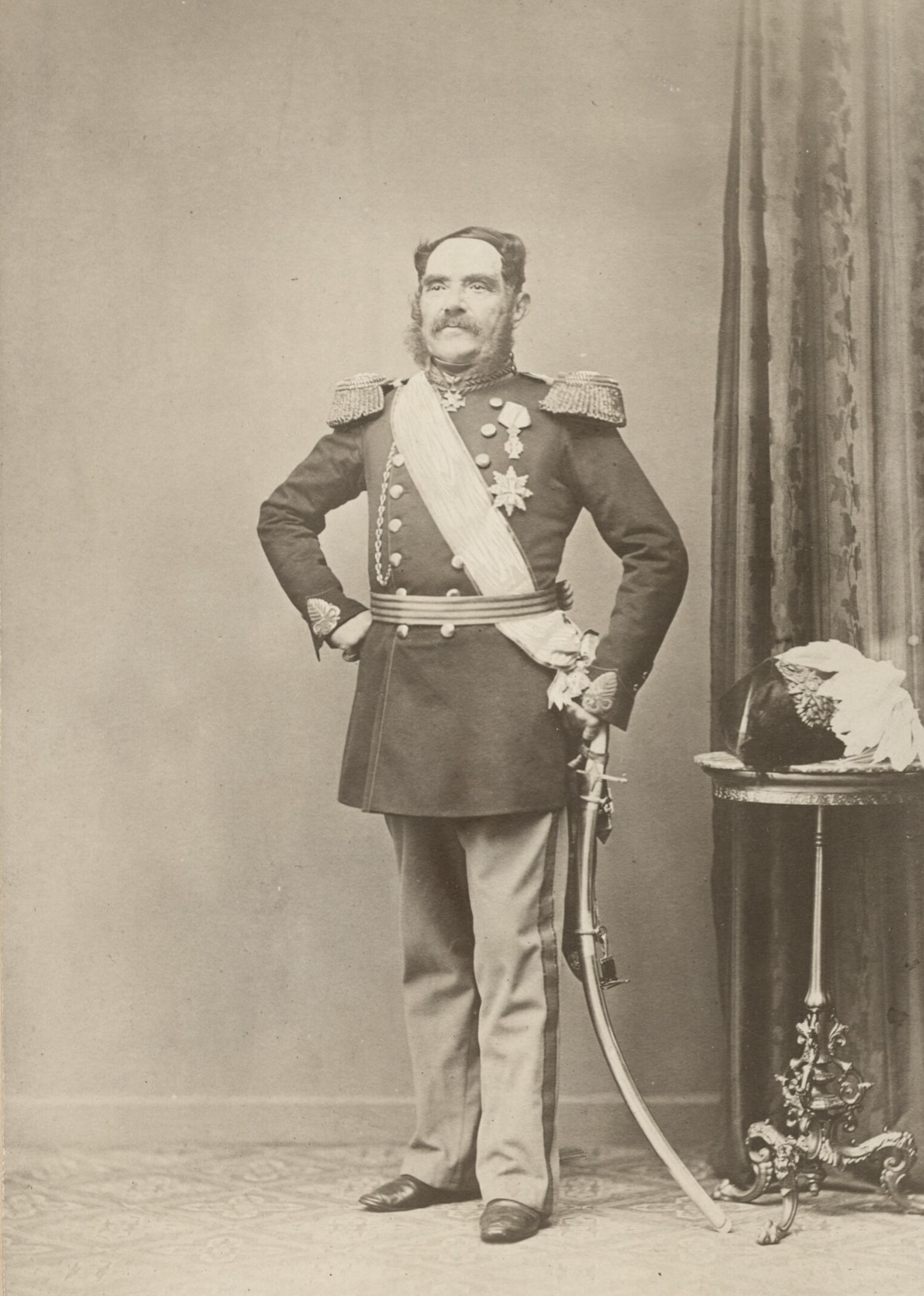
Georg Gerlach.

Georg Daniel Gerlach, född 31 augusti 1797, död 7 mars 1865, var en dansk militär. Han var far till Oscar Gerlach.
Gerlach blev officer vid infanteriet 1813, major 1847, överste och chef för 6:e infanteribrigaden 1850, generalmajor 1856, generalinspektör för infanteriet 1859, samt generallöjtnant 1863. Han deltog med utmärkelse i 1848-50 års fälttåg och blev vid krigsutbrottet 1864 chef för 1:a divisionen. Gerlach blev vid Christian de Mezas avgång 29 februari samma år överbefälhavare för de danska trupperna, men entledigades efter förlusten av Als 5 juli. Han kvarstod dock som chef för 1:a divisionen till 1865, då han erhöll avsked.